# Liste der Kirchen in der Landeskirche Oldenburg
Die Liste der Kirchen in der Evangelisch-Lutherischen Kirche in Oldenburg ist nach Kirchen, Orten, Kirchengemeinden und Kirchenkreisen sortierbar.
| Bild                                                  | Kirche                                    | Ort                              | Kirchengemeinde                     | Kirchenkreis                 | Bemerkungen                 |
| ----------------------------------------------------- | ----------------------------------------- | -------------------------------- | ----------------------------------- | ---------------------------- | --------------------------- |
| Nikolaikirche in Apen                                 | Nikolaikirche                             | Apen                             | Apen                                | Ammerland                    |                             |
| Kapelle in Vreschen-Bokel                             | Kapelle Vreschen-Bokel                    | Apen-Vreschen-Bokel              | Apen                                | Ammerland                    |                             |
|                                                       | Friedenskirche                            | Apen-Augustfehn                  | Apen                                | Ammerland                    |                             |
| St.-Johannes-Kirche in Bad Zwischenahn                | St.-Johannes-Kirche                       | Bad Zwischenahn                  | Bad Zwischenahn                     | Ammerland                    |                             |
| St. Michael-Kirche Dreibergen (Bad Zwischenahn, 2023) | St.-Michael-Kirche                        | Bad Zwischenahn-Dreibergen       | Bad Zwischenahn                     | Ammerland                    |                             |
|                                                       | Katharina-Kirche                          | Bad Zwischenahn-Rostrup          | Bad Zwischenahn                     | Ammerland                    |                             |
|                                                       | Ev.-luth. Kirche                          | Bad Zwischenahn-Petersfehn       | Friedrichsfehn – Petersfehn         | Ammerland                    |                             |
| Ev.-luth. Kirche in Ofen                              | Ev.-luth. Kirche                          | Bad Zwischenahn-Ofen             | Ofen                                | Oldenburg-Stadt              |                             |
| Gethsemane-Kirche in Bakum                            | Gethsemane-Kirche                         | Bakum                            | Bakum                               | Oldenburger Münsterland      |                             |
| Christus-Kirche in Elisabethfehn                      | Christus-Kirche                           | Barßel-Elisabethfehn             | Elisabethfehn                       | Ammerland                    |                             |
| Ev.-luth. Kirche Reekenfeld                           | Ev.-luth. Kirche                          | Barßel-Reekenfeld                | Reekenfeld                          | Ammerland                    |                             |
| St.-Aegidius-Kirche in Berne                          | St.-Aegidius-Kirche                       | Berne                            | Berne                               | Wesermarsch                  |                             |
| St.-Marien-Kirche in Neuenhuntorf                     | St.-Marien-Kirche                         | Berne-Neuenhuntorf               | Neuenhuntorf                        | Wesermarsch                  |                             |
| St.-Marien-Kirche in Warfleth                         | St.-Marien-Kirche                         | Berne-Warfleth                   | Warfleth                            | Wesermarsch                  |                             |
| St.-Cosmas-und-Damian-Kirche in Bockhorn              | Cosmas-und-Damian-Kirche                  | Bockhorn                         | Bockhorn                            | Friesland-Wilhelmshaven      |                             |
|                                                       | Christuskirche                            | Brake                            | Brake an der Weser                  | Wesermarsch                  |                             |
| Stadtkirche in Brake                                  | Stadtkirche                               | Brake                            | Brake an der Weser                  | Wesermarsch                  |                             |
| Bartholomäuskirche in Golzwarden                      | Bartholomäuskirche                        | Brake-Golzwarden                 | Brake an der Weser                  | Wesermarsch                  |                             |
| Friedrichskirche in Hammelwarden                      | Friedrichskirche                          | Brake-Kirchhammelwarden          | Brake an der Weser                  | Wesermarsch                  |                             |
| St.-Petri-Kirche in Burhave                           | St.-Petri-Kirche                          | Butjadingen-Burhave              | Burhave                             | Wesermarsch                  |                             |
| St.-Lamberti-Kirche in Eckwarden                      | St.-Lamberti-Kirche                       | Butjadingen-Eckwarden            | Eckwarden                           | Wesermarsch                  |                             |
| Laurentiuskirche in Langwarden                        | St.-Laurentius-Kirche                     | Butjadingen-Langwarden           | Langwarden                          | Wesermarsch                  |                             |
| St.-Nikolai-Kirche in Stollhamm                       | St.-Nikolai-Kirche                        | Butjadingen-Stollhamm            | Stollhamm                           | Wesermarsch                  |                             |
| Bartholomäuskirche in Tossens                         | Bartholomäuskirche                        | Butjadingen-Tossens              | Tossens                             | Wesermarsch                  |                             |
|                                                       | St.-Marcellinus-und-Petruskirche          | Butjadingen-Waddens              | Waddens                             | Wesermarsch                  |                             |
|                                                       | St.-Martins-Kirche                        | Cappeln                          | Emstek-Cappeln                      | Oldenburger Münsterland      |                             |
| Ev.-luth. Kirche in Cloppenburg                       | Ev.-luth. Kirche                          | Cloppenburg                      | Cloppenburg                         | Oldenburger Münsterland      |                             |
| Zum Guten Hirten in Damme                             | Kirche „Zum Guten Hirten“                 | Damme                            | Damme                               | Oldenburger Münsterland      |                             |
|                                                       | Emmauskapelle                             | Delmenhorst-Bungerhof            | Hasbergen                           | Delmenhorst/Oldenburg-Land   |                             |
| Apostelkirche „Zu den Zwölf Aposteln“ in Delmenhorst  | Zu den Zwölf Aposteln (Delmenhorst)       | Delmenhorst                      | Zu den Zwölf Aposteln Delmenhorst   | Delmenhorst/Oldenburg-Land   |                             |
|                                                       | Heilig-Geist-Kirche                       | Delmenhorst                      | Heilig-Geist Delmenhorst            | Delmenhorst/Oldenburg-Land   |                             |
|                                                       | Pauluskirche                              | Delmenhorst                      | St. Paulus Delmenhorst              | Delmenhorst/Oldenburg-Land   |                             |
|                                                       | St.-Johannes-Kirche                       | Delmenhorst                      | St. Johannes Delmenhorst            | Delmenhorst/Oldenburg-Land   |                             |
|                                                       | St.-Stephanus-Kirche                      | Delmenhorst                      | St. Stephanus Delmenhorst           | Delmenhorst/Oldenburg-Land   |                             |
| Stadtkirche in Delmenhorst                            | Stadtkirche „Zur Heiligen Dreifaltigkeit“ | Delmenhorst                      | Stadtkirche Delmenhorst             | Delmenhorst/Oldenburg-Land   |                             |
| St.-Laurentius-Kirche in Hasbergen                    | St.-Laurentius-Kirche                     | Delmenhorst-Hasbergen            | Hasbergen                           | Delmenhorst/Oldenburg-Land   |                             |
|                                                       | Lutherkirche                              | Delmenhorst-Stickgras            | Hasbergen                           | Delmenhorst/Oldenburg-Land   |                             |
|                                                       | Trinitatiskirche                          | Dinklage                         | Dinklage                            | Oldenburger Münsterland      |                             |
| Evangelische Kirche Wulfenau                          | Ev.-luth. Kirche                          | Dinklage-Wulfenau                | Wulfenau                            | Oldenburger Münsterland      |                             |
| St. Firminus in Dötlingen                             | St. Firminus                              | Dötlingen                        | Dötlingen                           | Delmenhorst/Oldenburg-Land   |                             |
| St. Nikolai-Kirche Edewecht                           | Nikolaikirche                             | Edewecht                         | Edewecht                            | Ammerland                    |                             |
|                                                       | Martin-Luther-Kirche                      | Edewecht-Süddorf                 | Edewecht                            | Ammerland                    |                             |
|                                                       | Kapelle                                   | Edewecht-Westerscheps            | Edewecht                            | Ammerland                    |                             |
| St.-Nicolai-Kirche Elsfleth                           | St.-Nicolai-Kirche                        | Elsfleth                         | Elsfleth                            | Wesermarsch                  |                             |
| St.-Jacobi-Kirche                                     | St.-Jacobi-Kirche                         | Elsfleth-Altenhuntorf            | Altenhuntorf                        | Wesermarsch                  |                             |
| St.-Anna-Kirche in Bardenfleth                        | St.-Anna-Kirche                           | Elsfleth-Bardenfleth             | Bardenfleth                         | Wesermarsch                  |                             |
| St.-Nikolai-Kirche in Neuenbrok                       | St.-Nikolai-Kirche                        | Elsfleth-Neuenbrok               | Neuenbrok                           | Wesermarsch                  |                             |
|                                                       | Laurentiuskirche                          | Emstek                           | Emstek-Cappeln                      | Oldenburger Münsterland      |                             |
|                                                       | Christuskirche                            | Essen (Oldenburg)                | Essen                               | Oldenburger Münsterland      |                             |
|                                                       | Michaeliskirche                           | Friesoythe                       | Friesoythe-Sedelsberg-Bösel         | Oldenburger Münsterland      |                             |
| Auferstehungskirche                                   | Auferstehungskirche                       | Ganderkesee-Bookholzberg         | Ganderkesee                         | Delmenhorst / Oldenburg Land |                             |
|                                                       | Laurentiuskapelle                         | Ganderkesee-Falkenburg           | Ganderkesee                         | Delmenhorst / Oldenburg Land |                             |
| St.-Cyprian- und Cornelius-Kirche                     | St.-Cyprian- und Cornelius-Kirche         | Ganderkesee                      | Ganderkesee                         | Delmenhorst / Oldenburg Land |                             |
| St.-Katharinen-Kirche                                 | St.-Katharinen-Kirche                     | Ganderkesee-Schönemoor           | Schönemoor                          | Delmenhorst / Oldenburg Land |                             |
| Friedenskirche in Garrel                              | Friedenskirche                            | Garrel                           | Garrel                              | Oldenburger Münsterland      |                             |
| Martin-Luther-Kirche Goldenstedt                      | Martin-Luther-Kirche                      | Goldenstedt                      | Goldenstedt                         | Oldenburger Münsterland      |                             |
|                                                       | Christuskirche                            | Großenkneten-Ahlhorn             | Ahlhorn                             | Delmenhorst/Oldenburg-Land   |                             |
| Marienkirche in Großenkneten                          | St.-Marien-Kirche                         | Großenkneten                     | Großenkneten                        | Delmenhorst/Oldenburg-Land   |                             |
| Die St.-Briccius-Kirche in Huntlosen (Großenkneten)   | Sankt-Briccius-Kirche                     | Großenkneten-Huntlosen           | Huntlosen                           | Delmenhorst/Oldenburg-Land   |                             |
| Die St.-Ansgari-Kirche in Hatten                      | St.-Ansgari-Kirche                        | Hatten                           | Hatten                              | Delmenhorst/Oldenburg-Land   |                             |
| Kreuzkirche in Sandkrug                               | Kreuzkirche                               | Hatten-Sandkrug                  | Sandkrug                            | Delmenhorst/Oldenburg-Land   |                             |
|                                                       | Christuskirche                            | Holdorf-Fladderlohausen          | Fladderlohausen                     | Oldenburger Münsterland      |                             |
| Dionysiuskirche in Holle                              | St. Dionysius                             | Hude-Wüsting-Holle               | Holle-Wüsting                       | Delmenhorst/Oldenburg-Land   |                             |
| St.-Elisabeth-Kirche in Hude                          | St.-Elisabeth-Kirche                      | Hude                             | Hude                                | Delmenhorst/Oldenburg-Land   |                             |
| Trinitatiskirche in Jade                              | Trinitatiskirche                          | Jade                             | Jade                                | Wesermarsch                  |                             |
|                                                       | St.-Vitus-Kirche                          | Jade-Schweiburg                  | Schweiburg                          | Wesermarsch                  |                             |
| Kirche Zum Heilig Kreuz und St. Peter Cleverns        | Kirche Zum Heilig Kreuz und St. Peter     | Jever-Cleverns                   | Cleverns-Sandel                     | Friesland-Wilhelmshaven      |                             |
| St.-Jakobus-Kirche in Sandel                          | St.-Jakobus-Kirche                        | Jever-Sandel                     | Cleverns-Sandel                     | Friesland-Wilhelmshaven      |                             |
| Stadtkirche in Jever                                  | Stadtkirche                               | Jever                            | Jever                               | Friesland-Wilhelmshaven      |                             |
| St.-Annen-Kapelle Jever                               | St.-Annen-Kapelle                         | Jever                            | Jever                               | Friesland-Wilhelmshaven      |                             |
|                                                       | Christuskirche                            | Lastrup                          | Lastrup                             | Oldenburger Münsterland      |                             |
| St.-Gallus-Kirche in Altenesch                        | St.-Gallus-Kirche                         | Lemwerder-Altenesch              | Altenesch-Lemwerder                 | Wesermarsch                  |                             |
| Kapelle am Deich in Lemwerder                         | Kapelle am Deich                          | Lemwerder                        | Altenesch-Lemwerder                 | Wesermarsch                  |                             |
| Heilig-Kreuz-Kirche Bardewisch                        | Heilig-Kreuz-Kirche                       | Lemwerder-Bardewisch             | Bardewisch                          | Wesermarsch                  |                             |
|                                                       | Friedenskirche                            | Lindern                          | Lindern                             | Oldenburger Münsterland      |                             |
| Trinitatiskirche in Löningen                          | Trinitatiskirche                          | Löningen                         | Löningen                            | Oldenburger Münsterland      |                             |
| St.-Michael-Kirche in Lohne                           | St.-Michael-Kirche                        | Lohne                            | Lohne                               | Oldenburger Münsterland      |                             |
| St.-Laurentius-Kirche in Dedesdorf                    | St.-Laurentius-Kirche                     | Loxstedt-Dedesdorf               | Dedesdorf                           | Wesermarsch                  |                             |
|                                                       | Kirche „Zum-Schifflein-Christi“           | Molbergen                        | Molbergen                           | Oldenburger Münsterland      |                             |
|                                                       | Apostelkirche                             | Neuenkirchen-Vörden-Neuenkirchen | Neuenkirchen                        | Oldenburger Münsterland      |                             |
| St. Laurentius in Abbehausen                          | St. Laurentius                            | Nordenham-Abbehausen             | Abbehausen                          | Wesermarsch                  |                             |
| St.-Marien-Kirche Nordenham-Atens                     | St.-Marien-Kirche                         | Nordenham-Atens                  | Nordenham                           | Wesermarsch                  |                             |
|                                                       | Martin-Luther-Kirche                      | Nordenham                        | Nordenham                           | Wesermarsch                  |                             |
| St. Hippolyt in Blexen                                | St. Hippolyt                              | Nordenham-Blexen                 | Blexen                              | Wesermarsch                  |                             |
|                                                       | Paulus-Kirche                             | Nordenham-Friedrich-August-Hütte | Blexen                              | Wesermarsch                  |                             |
|                                                       | Friedenskirche                            | Nordenham-Einswarden             | Blexen                              | Wesermarsch                  | 1978 erbaut, 2013 entwidmet |
| St.-Matthäus-Kirche in Esenshamm                      | St.-Matthäus-Kirche                       | Nordenham-Esenshamm              | Esenshamm                           | Wesermarsch                  |                             |
|                                                       | Klosterkirche                             | Oldenburg-Blankenburg            | Osternburg                          | Oldenburg-Stadt              |                             |
| Nikolaikirche in Eversten                             | Nikolaikirche                             | Oldenburg-Eversten               | Nikolai Eversten                    | Oldenburg-Stadt              |                             |
|                                                       | St.-Ansgari-Kirche                        | Oldenburg-Eversten               | St. Ansgar Eversten                 | Oldenburg-Stadt              |                             |
|                                                       | Kirche Bloherfelde                        | Oldenburg-Bloherfelde            | Bloherfelde                         | Oldenburg-Stadt              |                             |
| Kirche zu Ohmstede                                    | Kirche zu Ohmstede                        | Oldenburg-Ohmstede               | Ohmstede                            | Oldenburg-Stadt              |                             |
| Thomaskirche in Oldenburg                             | Thomaskirche                              | Oldenburg-Ofenerdiek             | Ofenerdiek                          | Oldenburg-Stadt              |                             |
| Versöhnungskirche in OL-Donnerschwee                  | Versöhnungskirche                         | Oldenburg-Donnerschwee           | Ohmstede                            | Oldenburg-Stadt              |                             |
| Auferstehungskirche in Oldenburg                      | Auferstehungskirche                       | Oldenburg                        | Oldenburg                           | Oldenburg-Stadt              |                             |
| Christuskirche in OL-Nadorst                          | Christuskirche                            | Oldenburg                        | Oldenburg                           | Oldenburg-Stadt              |                             |
| Schlosswache mit Lambertikirche in Oldenburg          | Lambertikirche                            | Oldenburg                        | Oldenburg                           | Oldenburg-Stadt              |                             |
| Dreifaltigkeitskirche                                 | Dreifaltigkeitskirche                     | Oldenburg-Osternburg             | Osternburg                          | Oldenburg-Stadt              |                             |
| Garnisonkirche in Oldenburg                           | Garnisonkirche                            | Oldenburg                        | Oldenburg                           | Oldenburg-Stadt              |                             |
| Gertrudenkapelle in Oldenburg                         | Gertrudenkapelle                          | Oldenburg                        | Oldenburg                           | Oldenburg-Stadt              |                             |
| Jona-Kapelle in Krusenbusch                           | Jona-Kapelle                              | Oldenburg-Krusenbusch            | Osternburg                          | Oldenburg-Stadt              |                             |
| Martin-Luther-Kirche in OL-Bürgerfelde                | Martin-Luther-Kirche                      | Oldenburg                        | Oldenburg                           | Oldenburg-Stadt              |                             |
| St.-Johannes-Kirche in Kreyenbrück                    | St.-Johannes-Kirche                       | Oldenburg-Kreyenbrück            | Osternburg                          | Oldenburg-Stadt              |                             |
| Friedenskirche in Idafehn                             | Friedenskirche                            | Ostrhauderfehn-Idafehn           | Idafehn                             | Ammerland                    |                             |
| St.-Anna-Kirche in Großenmeer                         | St.-Anna-Kirche                           | Ovelgönne-Großenmeer             | Vier Kirchen Ovelgönne              | Wesermarsch                  |                             |
| Christuskirche in Oldenbrok                           | Christuskirche                            | Ovelgönne-Oldenbrok              | Vier Kirchen Ovelgönne              | Wesermarsch                  |                             |
| Martinskirche in Ovelgönne                            | Martinskirche                             | Ovelgönne                        | Vier Kirchen Ovelgönne              | Wesermarsch                  |                             |
| St.-Johannes-Kirche in Strückhausen                   | St.-Johannis-Kirche                       | Ovelgönne-Strückhausen           | Vier Kirchen Ovelgönne              | Wesermarsch                  |                             |
|                                                       | St.-Johannes-Kirche                       | Rastede-Hahn-Lehmden             | Rastede                             | Ammerland                    |                             |
| Die St.-Ulrichs-Kirche in Rastede                     | St. Ulrichs-Kirche                        | Rastede                          | Rastede                             | Ammerland                    |                             |
| Willehad-Kirche Wahnbek                               | Willehadkirche                            | Rastede-Wahnbek                  | Rastede                             | Ammerland                    |                             |
| St. Magnus-Kirche Sande                               | St. Magnus-Kirche                         | Sande                            | Sande                               | Friesland-Wilhelmshaven      |                             |
|                                                       | Christuskirche                            | Sande-Cäciliengroden             | Sande                               | Friesland-Wilhelmshaven      |                             |
|                                                       | Trinitatiskirche                          | Saterland-Sedelsberg             | Friesoythe-Sedelsberg-Bösel         | Oldenburger Münsterland      |                             |
|                                                       | Auferstehungskirche                       | Bösel                            | Friesoythe-Sedelsberg-Bösel         | Oldenburger Münsterland      |                             |
| Dietrich-Bonhoeffer-Kirche in Schortens               | Dietrich-Bonhoeffer-Kirche                | Schortens-Heidmühle              | Schortens                           | Friesland-Wilhelmshaven      |                             |
|                                                       | Gustav-Adolf-Kirche                       | Schortens-Roffhausen             | Schortens                           | Friesland-Wilhelmshaven      |                             |
| St.-Stephanus-Kirche in Schortens                     | St.-Stephanus-Kirche                      | Schortens                        | Schortens                           | Friesland-Wilhelmshaven      |                             |
| St.-Florian-Kirche in Sillenstede                     | St.-Florian-Kirche                        | Schortens-Sillenstede            | Sillenstede                         | Friesland-Wilhelmshaven      |                             |
| St.-Matthäus-Kirche in Rodenkirchen                   | St.-Matthäus-Kirche                       | Stadland-Rodenkirchen            | Rodenkirchen                        | Wesermarsch                  |                             |
|                                                       | St.-Secundus-Kirche                       | Stadland-Schwei                  | Schwei                              | Wesermarsch                  |                             |
|                                                       | Seefelder Kirche                          | Stadland-Seefeld                 | Seefeld                             | Wesermarsch                  |                             |
|                                                       | Auferstehungskirche                       | Steinfeld                        | Steinfeld                           | Oldenburger Münsterland      |                             |
| Pankratiuskirche in Stuhr                             | Pankratiuskirche                          | Stuhr                            | Stuhr                               | Delmenhorst/Oldenburg-Land   |                             |
|                                                       | Petrus-Gemeindezentrum                    | Stuhr-Varrel                     | Varrel                              | Delmenhorst/Oldenburg-Land   |                             |
| Schlosskirche Varel                                   | Schlosskirche                             | Varel                            | Varel                               | Friesland-Wilhelmshaven      |                             |
|                                                       | Auferstehungskirche                       | Varel                            | Varel                               | Friesland-Wilhelmshaven      |                             |
|                                                       | Kapelle „Simeon und Hanna“                | Varel                            | Varel                               | Friesland-Wilhelmshaven      |                             |
| Auferstehungskirche in Vechta                         | Auferstehungskirche                       | Vechta                           | Vechta                              | Oldenburger Münsterland      |                             |
| Klosterkirche in Vechta                               | Klosterkirche                             | Vechta                           | Vechta                              | Oldenburger Münsterland      |                             |
|                                                       | Emmauskirche                              | Visbek                           | Visbek-Langförden                   | Oldenburger Münsterland      |                             |
| St. Sixtus und Sinicius in Hohenkirchen               | St. Sixtus und Sinicius                   | Wangerland-Hohenkirchen          | Hohenkirchen                        | Friesland-Wilhelmshaven      |                             |
| Kirche in Middoge                                     | Ev.-luth. Kirche                          | Wangerland-Middoge               | Middoge                             | Friesland-Wilhelmshaven      |                             |
| St.-Severins-Kirche in Minsen                         | St.-Severinus-und-Jacobus-Kirche          | Wangerland-Minsen                | Minsen                              | Friesland-Wilhelmshaven      |                             |
| St.-Marien-Kirche Oldorf                              | St.-Marien-Kirche                         | Wangerland-Oldorf                | Oldorf                              | Friesland-Wilhelmshaven      |                             |
| Kirche zum Heiligen Kreuz in Pakens                   | Kirche zum Heiligen Kreuz                 | Wangerland-Pakens                | Pakens                              | Friesland-Wilhelmshaven      |                             |
| St.-Jodocus-Kirche in Sankt Joost                     | St.-Jodocus-Kirche                        | Wangerland-Sankt Joost           | St. Joost-Wüppels                   | Friesland-Wilhelmshaven      |                             |
|                                                       | St.-Nikolai-Kirche                        | Wangerland-Schillig              | Minsen                              | Friesland-Wilhelmshaven      |                             |
| St. Martin in Tettens                                 | St. Martin                                | Wangerland-Tettens               | Tettens                             | Friesland-Wilhelmshaven      |                             |
| St.-Johannes-Kirche in Waddewarden                    | St.-Johannes-Kirche                       | Wangerland-Waddewarden           | Waddewarden-Westrum                 | Friesland-Wilhelmshaven      |                             |
| Elisabethkirche in Westrum                            | St.-Elisabeth-Kirche                      | Wangerland-Westrum               | Waddewarden-Westrum                 | Friesland-Wilhelmshaven      |                             |
| St.-Cosmae-und-Damian-Kirche in Wiarden               | St. Cosmas und Damian                     | Wangerland-Wiarden               | Wiarden                             | Friesland-Wilhelmshaven      |                             |
| Ev.-luth. Kirche in Wüppels                           | Ev.-luth. Kirche                          | Wangerland-Wüppels               | St. Joost-Wüppels                   | Friesland-Wilhelmshaven      |                             |
| Ev.-luth. Kirche Wiefels                              | Ev.-luth. Kirche                          | Wangerland-Wiefels               | Jever                               | Friesland-Wilhelmshaven      |                             |
| St. Nikolai in Wangerooge                             | St.-Nikolai-Kirche                        | Wangerooge                       | Wangerooge                          | Friesland-Wilhelmshaven      |                             |
| Kirche in Benthullen                                  | Ev.-luth. Kirche                          | Wardenburg-Benthullen            | Wardenburg                          | Delmenhorst/Oldenburg-Land   |                             |
| Marienkirche in Wardenburg                            | Marienkirche                              | Wardenburg                       | Wardenburg                          | Delmenhorst/Oldenburg-Land   |                             |
| Matthäuskirche in Hundsmühlen                         | Matthäuskirche                            | Wardenburg-Hundsmühlen           | Wardenburg                          | Delmenhorst/Oldenburg-Land   |                             |
| Die St.-Petri-Kirche in Westerstede                   | St.-Petri-Kirche                          | Westerstede                      | Westerstede                         | Ammerland                    |                             |
|                                                       | Christuskirche                            | Westerstede-Halsbek              | Westerstede                         | Ammerland                    |                             |
|                                                       | Auferstehungskirche                       | Westerstede-Ihausen              | Westerstede                         | Ammerland                    |                             |
| Pauluskirche in Ocholt                                | Pauluskirche                              | Westerstede-Ocholt               | Westerstede                         | Ammerland                    |                             |
| St.-Johannes-Kirche in Wiefelstede                    | St.-Johannes-Kirche                       | Wiefelstede                      | Wiefelstede                         | Ammerland                    |                             |
| Alexanderkirche in Wildeshausen                       | Alexanderkirche                           | Wildeshausen                     | Wildeshausen                        | Delmenhorst/Oldenburg-Land   |                             |
| Apostel-Johannes-Kirche in Wilhelmshaven              | Apostel-Johannes-Kirche                   | Wilhelmshaven-Altengroden        | Altengroden                         | Friesland-Wilhelmshaven      |                             |
| Banter Kirche                                         | Banter Kirche                             | Wilhelmshaven-Bant               | Bant                                | Friesland-Wilhelmshaven      |                             |
| St.-Stephanus-Kirche in Fedderwarden                  | St.-Stephanus-Kirche                      | Wilhelmshaven-Fedderwarden       | Fedderwarden                        | Friesland-Wilhelmshaven      |                             |
| Friedenskirche in Fedderwardergroden                  | Friedenskirche                            | Wilhelmshaven-Fedderwardergroden | Fedderwardergroden                  | Friesland-Wilhelmshaven      |                             |
| Heppenser Kirche                                      | Heppenser Kirche                          | Wilhelmshaven-Heppens            | Heppens                             | Friesland-Wilhelmshaven      |                             |
| Die St.-Jakobi-Kirche in Neuende (Wilhelmshaven)      | St.-Jakobi-Kirche                         | Wilhelmshaven-Neuende            | Neuende                             | Friesland-Wilhelmshaven      |                             |
| Thomaskirche in Neuengroden                           | Thomaskirche                              | Wilhelmshaven-Neuengroden        | Neuengroden                         | Friesland-Wilhelmshaven      |                             |
| St.-Georgs-Kirche Sengwarden                          | St.-Georgs-Kirche                         | Wilhelmshaven-Sengwarden         | Sengwarden                          | Friesland-Wilhelmshaven      |                             |
| St.-Martin-Kirche in Voslapp                          | St.-Martin-Kirche                         | Wilhelmshaven-Voslapp            | Voslapp                             | Friesland-Wilhelmshaven      |                             |
| Christus- und Garnisonkirche in Wilhelmshaven         | Christus- und Garnisonkirche              | Wilhelmshaven                    | Wilhelmshaven                       | Friesland-Wilhelmshaven      |                             |
| Lutherkirche in Wilhelmshaven                         | Lutherkirche                              | Wilhelmshaven                    | Lutherkirchengemeinde Wilhelmshaven | Friesland-Wilhelmshaven      |                             |
| St.-Martins-Kirche in Zetel                           | St.-Martins-Kirche                        | Zetel                            | Zetel                               | Friesland-Wilhelmshaven      |                             |
| Schlosskapelle in Neuenburg                           | Schlosskapelle                            | Zetel-Neuenburg                  | Neuenburg                           | Friesland-Wilhelmshaven      |                             |